# Cascada Glandieu
Cascada Glandieu (în franceză Grande Cascade de Glandieu) este o cascadă situată în satul Glandieu⁠(d) din departamentul Ain al Franței.
Este alcătuită din două căderi succesive, cu o înălțime totală de 60 de metri, care duc apa râului Gland⁠(d) în bazinul hidrografic al Ronului.

## Galerie

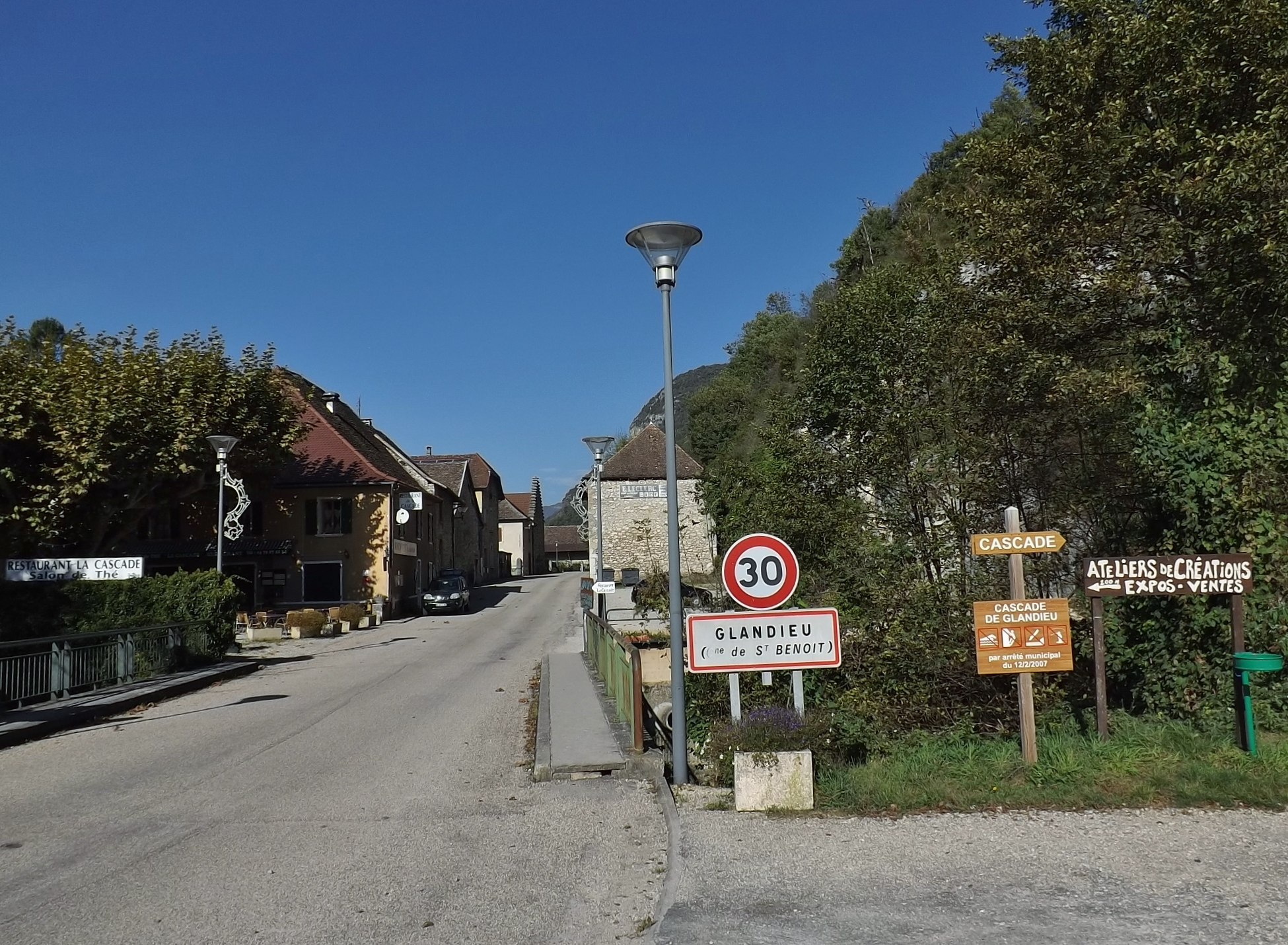
Limita dintre comunele Brégnier-Cordon și Saint-Benoît; în partea dreaptă, indicatorul spre cascadă.
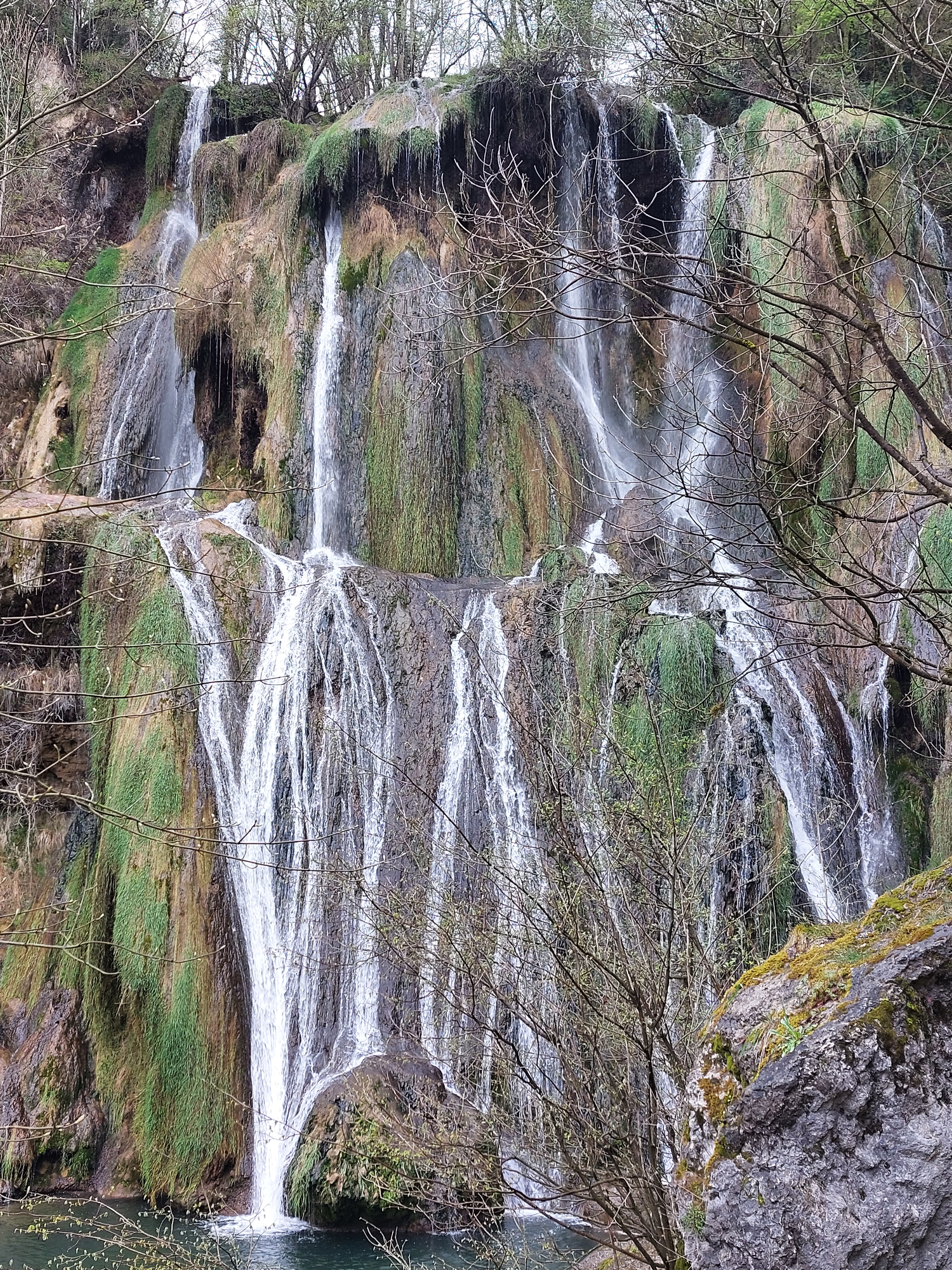
O altă vedere a cascadei.

## Legături externe
- Materiale media legate de Cascada Glandieu la Wikimedia Commons
- Cascada Glandieu pe hărțile Google

 Acest articol despre o cascadă din Franța sau mai multe cascade din Franța este deocamdată un ciot. Puteți ajuta Wikipedia prin dezvoltarea sa !